# La Panouse
La Panouse este o comună în departamentul Lozère din sudul Franței. În 2009 avea o populație de 79 de locuitori.

## Evoluția populației
| An        | 1975 | 1982 | 1990 | 1999 | 2006 | 2009 |
| --------- | ---- | ---- | ---- | ---- | ---- | ---- |
| Populație | 197  | 161  | 129  | 105  | 86   | 79   |